# Rakov oddelek
Rakov oddelek (v izvirniku rusko Ра́ковый ко́рпус, Rakovij korpus) je roman Aleksandra Solženicina, ki je prvič izšel leta 1967.

## Zgodba
Pisatelj je dogajanje umestil v leto 1955, dve leti po smrti Stalina. Odvija se v Taškentu, na oddelku, kjer zdravijo bolnike, obolele za rakom. Bolniška soba je prispodoba bolne stalinistične družbe. V njej se zvrstijo mnogi sodobniki tedanje sovjetske družbe. Roman je nastajal več kot 4 leta. 

## Kritika
Delo je bilo deležno mnogih kritik, predvsem so mu očitali, da je njegov namen »mučiti in duševno potreti« sovjetske bralce. Trdili so, da je v tem romanu rak alegorija Sovjetske zveze, v kateri pisatelj vidi bolno, rakasto tvorbo, in ne medicinska bolezen. Roman so razlagali kot kodirani napad na državo. Širila so se namigovanja, da je pisatelj namerno zbolel za rakom, saj ga je tako lahko uporabil kot alegorijo Sovjetske zveze. 

## Navedek
»Od triindvajsetega januarja ste se zdravili v onkološkem dispanzerju...« Dvignil je žive človeške oči s papirja: »In, kako je? Je kaj bolje?« Oleg je začutil, da je ganjen, da ga je kar stisnilo v grlu. Kako malo je treba: posaditi človeške ljudi za te zoprne mize – in že je življenje čisto drugačno.— (2. del, str. 198)